# 10170 Petrjakeš
10170 Petrjakeš è un asteroide della fascia principale. Scoperto nel 1995, presenta un'orbita caratterizzata da un semiasse maggiore pari a 2,6221648 UA e da un'eccentricità di 0,1312965, inclinata di 9,05275° rispetto all'eclittica.
L'asteroide è dedicato al geologo e geochimico ceco Petr Jakeš.